# Charles Howard, 10. Duke of Norfolk

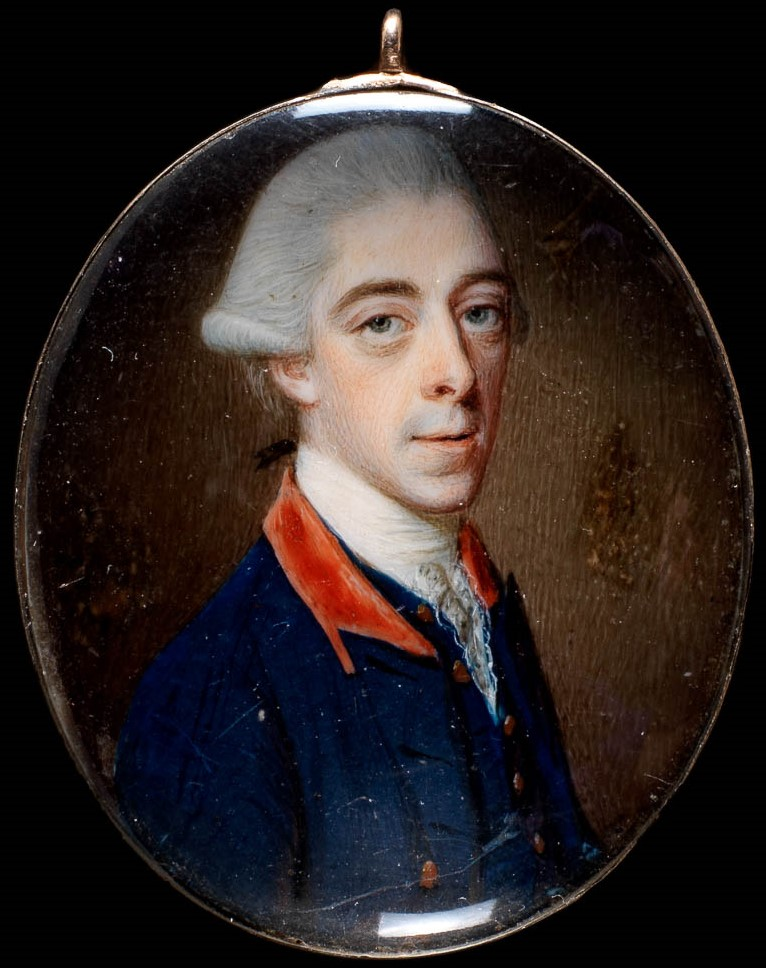
Charles Howard, 10. Duke of Norfolk

Charles Howard, 10. Duke of Norfolk (* 1. Dezember 1720; † 31. August 1786) war ein englisch-britischer Schriftsteller und Adliger.

## Leben
Charles Howard war der Sohn von Henry Charles Howard († 1730) und dessen Ehefrau Mary Aylward († 1747). Sein Vater war ein Enkel von Henry Howard, 22. Earl of Arundel und Neffe von Thomas Howard, 5. Duke of Norfolk (1627–1677) sowie von Henry Howard, 6. Duke of Norfolk (1628–1684).
Beim Tod seines ohne Nachkommenen verstorbenen Cousins Edward Howard, 9. Duke of Norfolk, erbte Charles Howard am 20. September 1777 dessen Titel als 10. Duke of Norfolk, 28. Earl of Arundel, 10. Earl of Surrey, 8. Earl of Norfolk und 18. Baron Maltravers. Mit den Titeln war ein Sitz im britischen House of Lords verbunden. Ferner erbte er das Amt des Earl Marshal, wodurch er von 1777 bis 1786 einer der neun „Großen Staatsbeamten“ (Great Officers of State) war.
Am 8. November 1739 heiratete Charles Howard Catherine Brockholes († 1784), Tochter von John Brockholes. Aus dieser Ehe ging neben einer als Jugendliche verstorbenen Tochter der Sohn Charles Howard (1746–1815) hervor, der ihn bei seinem Tod 1786 als 11. Duke of Norfolk beerbte.

## Veröffentlichungen
- Miss Frances Howard of the Family of Norfolk of England, 1763.
- Consideration on the Penal Laws against Roman Catholics in England and the new-acquired Colonies in America, 1764.
- Thoughts, Essays and Maxims, chiefly Religious and Political, 1768.
- Anecdotes of the Howard Family, 1769.
- The Memorial of Charles Howard Esq of Greystock.